# PingOO
Cet article possède un paronyme, voir Pingou.
PingOO est un système d’exploitation libre basé sur Debian GNU/Linux (une des plus anciennes distributions Linux) et destiné à des utilisateurs non-spécialisés. Il regroupe 3 produits distincts : un serveur de communication, un serveur de fichiers et un routeur ADSL.
PingOO est développé et maintenu depuis 1997 par le CITIC 74 (Centre de l'Informatique et des TIC de Haute-Savoie, ex-CRI). Depuis la fermeture du CITIC 74 il n'est plus maintenu.